# Nacho Azofra
Ignacio « Nacho » Azofra de la Cuesta, né le 23 juillet 1969 à Madrid en Espagne, est un joueur espagnol de basket-ball. Il évolue au poste de meneur.

## Palmarès
- Champion d'Espagne 2004 (Estudiantes Madrid)
- Vainqueur de la Coupe du Roi 1992, 2000 (Estudiantes Madrid)